# Гайдульф

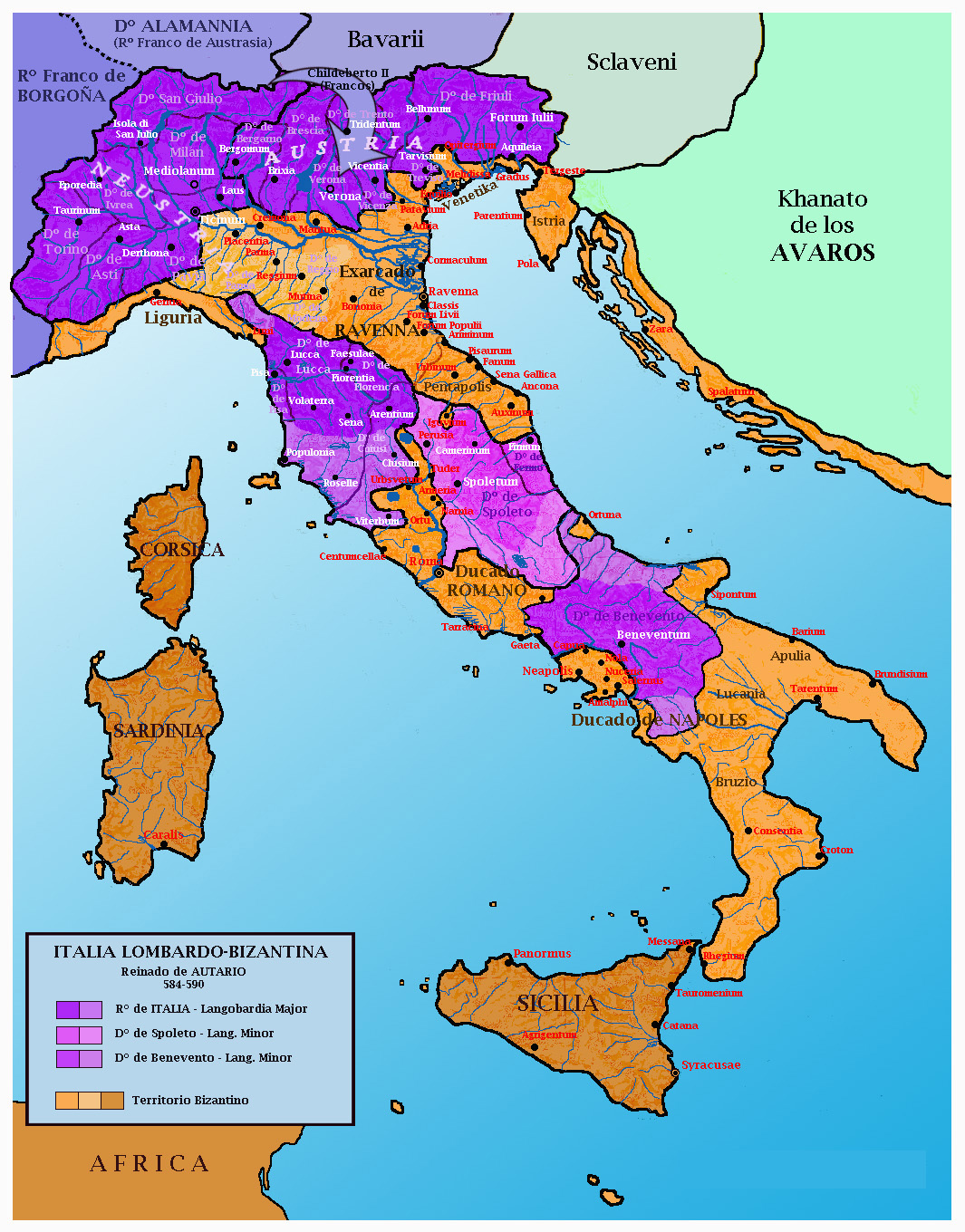
Апеннинский полуостров в 590 году

Гайдульф (лат. Gaidulfus, итал. Gaidulfo; казнён в 596 или 597) — лангобардский герцог Бергамо (не позднее 590—596 или 597).

## Биография
О Гайдульфе сообщается в двух раннесредневековых лангобардских источниках: «Происхождении народа лангобардов» и «Истории лангобардов» Павла Диакона.
Происхождение Гайдульфа точно неизвестно. Вероятно, после смерти правившего Бергамским герцогством в период «правления герцогов» Валлари Гайдульф получил это владение. Какие-либо сведения о его вражде с королём Аутари отсутствуют. Когда же тот в 590 году умер, и новым правителем лангобардов был избран Агилульф, Гайдульф (наряду с герцогами Зангрульфом и Мимульфом) стал одним из наиболее опасных соперников нового монарха. Возможной причиной этого было стремление Гайдульфа получить над своими владениями такую же власть, какую лангобардские владетели имели до восшествия на престол Аутари. Вероятно, в распоряжении Гайдульфа находились значительные военные силы, так как известно о трёх его мятежах против короля Агилульфа.
Впервые Гайдульф восстал в 591 году. Возможно, герцог заключил союз с врагами Агилульфа (франками или византийцами) и намеревался с их помощью добиться полной независимости от лангобардского монарха. Однако уже вскоре Гайдульф был осаждён в Бергамо королевским войском и для примирения с Агилульфом дал тому заложников.
В следующем году Гайдульф поднял новый мятеж, но тот также был неудачным. Потерпев поражение от Агилульфа, герцог укрылся на острове Комачина (на озере Комо), а когда туда прибыло королевское войско, оставил врагу находившуюся там сокровищницу римских императоров и бежал в Бергамо. Здесь он был схвачен королевскими чиновниками, однако при личной встрече Агилульф снова простил Гайдульфа. Возможно, причиной такого милосердия было нежелание короля ссориться с франками, с которыми он недавно заключил мир.
В третий раз Гайдульф восстал против Агилульфа в 596 или 597 году. Его сообщниками в мятеже были герцог Вероны Зангрульф и Варнекаут (скорее всего, он был герцогом Павии). Однако другие бывшие союзники бергамского герцога — франки и византийцы — никакой помощи восставшим не оказали. В результате все вожди мятежа были схвачены и по приказу короля лангобардов казнены.
Сведений о том, кто был непосредственным преемником Гайдульфа, не сохранилось. Вероятно, им стал верный Агилульфу человек, что позволило королю лангобардов в 603 году захватить принадлежавшую Византии Кремону и присоединить её к Бергамскому герцогству. Следующим известным по имени правителем Бергамо был живший столетие спустя Ротарит.